# Gerard Kennedy
Pour les articles homonymes, voir Kennedy.
Gerard Michael Kennedy, né le 24 juillet 1960 à Le Pas (Manitoba), est un homme politique canadien.
Membre du Parlement provincial de l'Ontario de 1996 à 2006 et ministre de l'Éducation de la province au sein du cabinet du Premier ministre Dalton McGuinty de 2003 à 2006, il démissionne de son poste afin de briguer la direction du Parti libéral du Canada. Défait par Stéphane Dion, il est élu député fédéral en 2008, et le reste jusqu'en 2011.

## Biographie

### Carrière politique

#### La course libérale de 2006
Lors du congrès d'investiture du Parti libéral du Canada de 2006, Gerard Kennedy, candidat de quatrième place, conclut une alliance avec Stéphane Dion et se rallie à la candidature de ce dernier. Ses délégués le suivent, propulsant Dion à la victoire au quatrième tour.

#### Élection fédérale de 2008
Lors de l'élection fédérale du mardi 14 octobre 2008, il est élu député de la circonscription ontarienne de Parkdale—High Park à la Chambre des communes du Canada comme candidat du Parti libéral.

#### Défaite à l'élection fédérale de 2011
Lors de l'élection fédérale du lundi 2 mai 2011, il fut défait par la néo-démocrate Peggy Nash.